# 斯蒂博德斯克納塔內峰
72°13′S 3°26′W / 72.217°S 3.433°W
斯蒂博德斯克納塔內峰是南極洲的山峰，位於毛德皇后地的瑪塔公主海岸，處於肖爾拉巴內山以北，毗鄰阿爾曼嶺西南端，由挪威製圖師繪入地圖。